# Балажиц, Грегор
Гре́гор Ба́лажиц (словен. Gregor Balažic; род. 12 февраля 1988, Мурска-Собота, СФРЮ) — словенский футболист, защитник. Выступал за сборную Словении.

## Биография

### Клубная карьера
Грегор провёл два года в молодёжном составе лиссабонской «Бенфики». В сезоне 2004/05 провёл 1 матч за словенскую команду «Мура».
После Балажиц выступал в Испании, сначала за молодёжный состав «Эспаньола», а после за клуб «Агилас». «Агилас» выступал в Сегунде B, Грегор провёл всего 2 матча за команду. Позже Балажиц говорил, что он не смог закрепиться в Испании из-за психологического фактора.
В январе 2008 года он перешёл в «Горицу». В сезоне 2007/08 команда заняла 3-е место в чемпионате Словении, уступив лишь «Коперу» и «Домжале». 28 июня 2008 года дебютировал в еврокубках в матче Кубка Интертото против «Хибернианса» (0:0), Балажиц вышел на 71-й минуте вместо Симона Зивеца. «Горица» успешно прошла «Хибернианс», но в следующем раунде проиграла болгарскому «Черноморцу».
В сезоне 2008/09 вместе с командой стал серебряным призёром чемпионата, клуб уступил лишь «Марибору». В июле 2009 года провёл 2 матча квалификации Лиги Европы против финского «Лахти», «Горица» уступила финнам (2:1 по сумме двух матчей). В сезоне 2009/10 «Горица» стала бронзовым призёром чемпионата Словении. Летом 2010 года команда также участвовала в квалификации Лиги Европы, в этом раз клуб уступил датскому «Раннерсу» (4:1 по сумме двух матчей). Всего в чемпионате Словении Балажиц провёл 72 матча и забил 2 мяча.
В январе 2011 года подписал четырёхлетний контракт со львовскими «Карпатами». Грегор взял себе 21 номер. Летом 2011 года «Горица» хотела продать Балажица в клуб итальянской Серии A. В Премьер-лиге Украины дебютировал 6 марта 2011 года в выездном матче против киевского «Арсенала» (2:2), в этом матче Балажиц забил гол на 64-й минуте в ворота Сергея Погорелого. После этого он был признан лучшим игроком в матче по мнению посетителей официального сайта «Карпат».
В январе 2015 года по окончании контракта с «Карпатами» получил статус свободного агента и покинул расположение клуба. 4 февраля подписал двухлетний контракт с белградским «Партизаном». В конце 2016 года подписал контракт сроком на два с половиной года с российским «Уралом». В качестве игрока «Урала» провёл один сезон в качестве игрока основного состава и ещё 2 в качестве игрока ротации. После окончания сезона 2018/19 покинул клуб в качестве свободного агента.
В 2020 году перешёл в кипрский «Эносис», а сезон 2022/23 провёл в словенской «Муре», где и завершил карьеру.

### Карьера в сборной
В 2004 году он начал играть в юношеской сборной Словении до 17 лет, всего за команду он провёл 3 матча. За сборную Словении до 19 лет он сыграл 8 матчей. Выступал за молодёжную сборную до 21 года.

## Достижения
- Серебряный призёр чемпионата Сербии: 2015/16
- Серебряный призёр чемпионата Словении: 2008/09
- Бронзовый призёр чемпионата Словении (2): 2007/08, 2009/10
- Обладатель Кубка Сербии: 2015/16
- Финалист Кубка России: 2016/17

## Стиль игры
Балажиц выступает на позиции центрального защитника, хотя может сыграть на позиции опорного полузащитника. Грегор является координированным и быстрым футболистом. Он хорошо отбирает мяч. Главный тренер «Карпат» Олег Кононов сказал, что у Балажица есть интеллект, также о том, что у него огромный потенциал.